# Filles de Lune
 (février 2015).
Filles de Lune est une série de cinq romans d'heroic fantasy écrits par la Québécoise Élisabeth Tremblay. Constituée de cinq tomes, elle a été publiée entre 2008 et 2011.

## Tomes
1. Naïla de Brume, Mortagne, 2008, 430 p.  (ISBN 978-2890747616)Réédition Pocket, coll. « Science-fiction » no 7081, 2012, 412 p. (ISBN 978-2-266-22325-6)
2. La Montagne aux sacrifices, Mortagne, 2008, 461 p.  (ISBN 978-2890747623)Réédition Pocket, coll. « Science-fiction » no 7082, 2012, 448 p. (ISBN 978-2-266-22149-8)
3. Le Talisman de Maxandre, Mortagne, 2009, 539 p.  (ISBN 978-2890747630)Réédition Pocket, coll. « Science-fiction » no 7083, 2012, 512 p. (ISBN 978-2-266-22327-0)
4. Quête d'éternité, Mortagne, 2010, 544 p.  (ISBN 978-2890747647)Réédition Pocket, coll. « Science-fiction » no 7084, 2013, 512 p. (ISBN 978-2-266-22328-7)
5. L'Héritier, Mortagne, 2011, 592 p.  (ISBN 978-2890747517)Réédition Pocket, coll. « Science-fiction » no 7159, 2013, 579 p. (ISBN 978-2-266-24299-8)

## Résumé
À vingt-cinq ans, encore sous le choc de la mort de son mari et de sa fille, Naïla entreprend avec sa tante la rénovation de la maison familiale. Mais, dans le grenier, elle fera la découverte d'étranges manuscrits, dont l’écriture a été conçue dans une langue que seule Naïla peut déchiffrer, et dont le rédacteur ne serait autre que son aïeule. Peu à peu Naïla découvrira un passé mystérieux qu'elle ignorait, celui-ci la fera douter de ses origines et de ses convictions. 
Elle devra faire un choix difficile et très dangereux qui l'amènera à traverser un portail vers un autre monde  la Terre des Anciens, où elle devra apprendre à survivre. 

## Personnages
- Naïla : Personnage principal qui apprend peu à peu la vérité. C'est une jeune fille d'environ 25 ans. Après un drame familial, elle ne sait plus quoi faire et a peur de l'avenir. Le fait de n'avoir plus que sa grand-mère pour la retenir sur ce monde va la décider à partir pour un monde inconnue : La Terre des Anciens. Elle découvre là-bas qu'elle a un statut très spécial qui se transmet de mère en fille : elle est Fille de lune.
- Andréa : Mère de Naïla. Elle est autrefois partie pour la Terre des Anciens, revenue ensuite enceinte sur le monde de Brumes (notre monde), elle accouche de Naïla. Alors que Naïla n'a qu'une dizaine d'années, elle la laisse orpheline et repart sur la Terre des anciens où elle est encore actuellement.
- Hilda : Grand-mère de Naïla. Naïla le découvre alors qu'elle pensait que c'était sa grand-tante.
- Miranda : Arrière grand-mère de Naïla.
- Alix : protecteur de Naïla, il en est en fait le Cyldias désigné. Dans le premier tome, il prend comme une corvée de protéger Naïla. C'est un être d'exception particulièrement doué.